# جکی بونووی
جکی بونووی (انگلیسی: Jacky Bonnevay؛ زادهٔ ۱ ژوئن ۱۹۶۱) بازیکن فوتبال اهل فرانسه است.
از باشگاه‌هایی که در آن بازی کرده‌است می‌توان به باشگاه فوتبال لو آور، باشگاه فوتبال المپیک مارسی، باشگاه فوتبال سوشو، باشگاه فوتبال ستاره سرخ، و باشگاه فوتبال نیس اشاره کرد.